# 智齒 (電影)
《智齒》（英語：Limbo）是2021年上映的香港警匪题材的推理动作電影，由鄭保瑞執導，歐健兒、岑君茜編劇，黃偉亮動作指導，林家棟、劉雅瑟、李淳及池內博之領銜主演；廖子妤、吳岱融、沈震軒、陳漢娜及苏伟泉主演，改編自中國小說家雷米的同名短篇小說，講述一宗連環兇殺案引起的、有關命運與救贖的悲劇故事。爲配合影片基調，全片鏡頭均以黑白作爲主色調。華特迪士尼公司已購入本片獨家版權，並已於2022年5月25日凌晨00:00在香港區Disney+獨家串流上線。
本片入選第71屆柏林影展特別展映單元。並在第40屆香港電影金像獎及第59屆金馬獎均分別獲得14項提名，成為該屆金像獎和該屆金馬獎最多提名的電影。最終在第40屆香港電影金像獎中獲得最佳編劇、最佳女主角、最佳攝影、最佳美術指導四個獎項，以及在第59屆金馬獎中獲得最佳改編劇本、最佳攝影、最佳美術設計、最佳視覺效果四個獎項。本片的法國票房也相當理想，更打破當地發行商kinovista的票房紀錄。

## 劇情
從學堂畢業的任凱（李淳 飾），因一宗連環兇殺案，與剛復職的斬哥（林家棟 飾）開始搭檔關係。案子破不了，反倒引發連串事故。斬哥重遇誤殺妻兒的街童王桃（劉雅瑟 飾），被激發的恨意一發不可收拾；任凱大意失槍，誤被兇手所獲。兇手潛伏在城市之中，危機逼近……

## 演员

### 領銜主演
| 演员     | 角色   | 介绍 |
| -------- | ------ | --- |
| 林家棟   | 劉中選 | 斬哥 重案組高级督察 吳岱融之下屬 任凱之同僚。 因妻子被王桃開車撞成植物人而對其恨之入骨 在垃圾場制服山田牧後便開始到處尋找王桃 最後原諒王桃，但被其亂槍打死 |
| 劉雅瑟   | 王桃   | 街童 曾因毒駕而坐監 因毒駕撞傷劉中選的妻子成植物人而被劉中選恨之入骨，為了贖罪而成為劉中選的線人 被山田收擄走及強姦 最後不小心開槍打死劉中選               |
| 李淳     | 任凱   | 重案組見習督察 刚畢業的警校高材生 吳岱融之下屬 劉中選之同僚 最後開槍打死山田收                                                                             |
| 池內博之 | 山田收 | 拾荒者、兇手 有戀母情结 虐殺可樂 擄走及強姦王桃 最後被任凱開槍打死                                                                                         |

### 主演
| 演员   | 角色     | 介绍                          |
| ------ | -------- | ----------------------------- |
| 廖子妤 | 可樂姐   | Coco 残疾毒贩 被山田收虐殺    |
| 吳岱融 | 大SIR    | 重案組警司 劉中選、任凱之上司 |
| 沈震軒 | 逼啪     | 古惑仔 灰熊之老大             |
| 陳漢娜 | 任凱妻   | 任凱妻                        |
| 蘇宸䄖 | 灰熊     | 古惑仔 逼啪之手下             |
| 林曉彤 | 劉中選妻 | 劉中選妻                      |

### 其他演員
| 演员   | 角色  | 介绍                                      |
| ------ | ----- | ----------------------------------------- |
| 強尼   |       | 車房技工                                  |
| 何俊軒 | 崔sir | 入境處職員 提供山田收之出入境紀錄予劉中選 |
| 徐淑賢 |       | 受害人                                    |

## 製作
電影籌備5年，在2017年開機，拍攝3個月。以香港土瓜灣和觀塘舊區作爲主要拍攝場景。由小說原作者雷米指定導演鄭保瑞執導此作。
劇情需要，林家棟、池內博之被導演要求“減肥”。林家棟因在斜坡上拍追逐場面摔傷肋骨，但導演鄭保瑞只讓他休息三小時，便要馬上應付動作場面。而在戲中飾演拾荒者的日本演員池內博之，在一個月內瘦了一個碼。

## 發行
影片因疫情影響受阻，2020年8月後期製作終於完成，預定2021年上映。根據《電檢條例》，本片列為只准18歲或以上人士觀看（III）。此片為劉雅瑟首次於香港電影擔正第一女主角兼首次參演三級片，以及李淳首部香港電影兼首次參演三級片，池內博之亦首次參演三級片。
香港票房收2,207,025港元。
電影2023年7月12日於法國公映，首週觀影23,509人次，開畫票房排名法國年度188位，年度華語片第二佳績，最後電影的法國觀影人次達51,254人，  打破發行商Kinovista開業以來獨立發行電影的最高票房紀錄。

## 獎項及提名
| 年度   | 颁奖典礼                         | 奖项             | 姓名                     | 结果 |
| ------ | -------------------------------- | ---------------- | ------------------------ | ---- |
| 2021   | 第15屆亞洲電影大獎               | 最佳男主角       | 林家棟                   | 提名 |
| 2021   | 第15屆亞洲電影大獎               | 最佳美術指導     | 麥國強                   | 獲獎 |
| 2021   | 第15屆亞洲電影大獎               | 最佳音響效果     | Nopawat Likitwong        | 獲獎 |
| 2021   | 第15屆亞洲電影大獎               | 最佳攝影         | 鄭兆強                   | 提名 |
| 2021   | 第54屆西班牙錫切斯國際奇幻電影節 | 最佳攝影         | 鄭兆強                   | 獲獎 |
| 2021   | 第23屆意大利烏甸尼遠東電影節     | My Movie獎       | 《智齒》                 | 獲獎 |
| 2022年 | 第28屆香港電影評論學會大獎       | 最佳電影         | 《智齒》                 | 獲獎 |
| 2022年 | 第28屆香港電影評論學會大獎       | 最佳導演         | 鄭保瑞                   | 提名 |
| 2022年 | 第28屆香港電影評論學會大獎       | 最佳男演員       | 林家棟                   | 提名 |
| 2022年 | 第28屆香港電影評論學會大獎       | 最佳女演員       | 劉雅瑟                   | 獲獎 |
| 2022年 | 2021年度香港電影編劇家協會大奬   | 最佳角色演繹獎   | 劉雅瑟                   | 提名 |
| 2022年 | 2021年度香港電影編劇家協會大奬   | 推薦劇本獎       | 歐健兒、岑君茜           | 提名 |
| 2022年 | 第40屆香港電影金像獎             | 最佳編劇         | 歐健兒、岑君茜           | 獲獎 |
| 2022年 | 第40屆香港電影金像獎             | 最佳電影         | 《智齒》                 | 提名 |
| 2022年 | 第40屆香港電影金像獎             | 最佳導演         | 鄭保瑞                   | 提名 |
| 2022年 | 第40屆香港電影金像獎             | 最佳男主角       | 林家棟                   | 提名 |
| 2022年 | 第40屆香港電影金像獎             | 最佳女主角       | 劉雅瑟                   | 獲獎 |
| 2022年 | 第40屆香港電影金像獎             | 最佳女配角       | 廖子妤                   | 提名 |
| 2022年 | 第40屆香港電影金像獎             | 最佳攝影         | 鄭兆強                   | 獲獎 |
| 2022年 | 第40屆香港電影金像獎             | 最佳剪接         | David Richardson         | 提名 |
| 2022年 | 第40屆香港電影金像獎             | 最佳美術指導     | 麥國強、王慧茵           | 獲獎 |
| 2022年 | 第40屆香港電影金像獎             | 最佳服裝造型設計 | 余家安、葉嘉茵           | 提名 |
| 2022年 | 第40屆香港電影金像獎             | 最佳動作設計     | 黃偉亮                   | 提名 |
| 2022年 | 第40屆香港電影金像獎             | 最佳原創電影音樂 | 川井憲次                 | 提名 |
| 2022年 | 第40屆香港電影金像獎             | 最佳音響效果     | Nopawat Likitwong        | 提名 |
| 2022年 | 第40屆香港電影金像獎             | 最佳視覺效果     | 林嘉樂、何文洛、刁璟瑋   | 提名 |
| 2022年 | 第59屆金馬獎                     | 最佳劇情片       | 智齒                     | 提名 |
| 2022年 | 第59屆金馬獎                     | 觀眾票選最佳影片 | 智齒                     | 獲獎 |
| 2022年 | 第59屆金馬獎                     | 最佳導演         | 鄭保瑞                   | 提名 |
| 2022年 | 第59屆金馬獎                     | 最佳男主角       | 林家棟                   | 提名 |
| 2022年 | 第59屆金馬獎                     | 最佳女主角       | 劉雅瑟                   | 提名 |
| 2022年 | 第59屆金馬獎                     | 最佳男配角       | 李淳                     | 提名 |
| 2022年 | 第59屆金馬獎                     | 最佳改編劇本     | 歐健兒、岑君茜           | 獲獎 |
| 2022年 | 第59屆金馬獎                     | 最佳攝影         | 鄭兆強                   | 獲獎 |
| 2022年 | 第59屆金馬獎                     | 最佳剪輯         | David M. Richardson      | 提名 |
| 2022年 | 第59屆金馬獎                     | 最佳美術設計     | 麥國強、王慧茵           | 獲獎 |
| 2022年 | 第59屆金馬獎                     | 最佳造型設計     | 余家安、 葉嘉茵          | 提名 |
| 2022年 | 第59屆金馬獎                     | 最佳視覺效果     | 林嘉樂、 何文洛、 刁璟瑋 | 獲獎 |
| 2022年 | 第59屆金馬獎                     | 最佳動作設計     | 黃偉亮                   | 提名 |
| 2022年 | 第59屆金馬獎                     | 最佳音效         | Nopawat Likitwong        | 提名 |
| 2022年 | 第59屆金馬獎                     | 最佳原創電影音樂 | 川井憲次                 | 提名 |

## 外部連結
- 香港影庫上《智齒》的資料（繁體中文）
- 雅虎香港電影上《智齒》的資料（繁體中文）
- 豆瓣电影上《智齒》的資料 （简体中文）
- 时光网上《智齒》的資料（简体中文）
- 互联网电影数据库（IMDb）上《智齒》的资料（英文）